# 大里村 (三重県)
大里村（おおさとむら）は三重県安芸郡にあった村。現在の津市大里各町にあたる。

## 地理
- 河川：志登茂川、中の川、前田川

## 歴史
- 1889年（明治22年）4月1日 - 町村制の施行により、奄芸郡川北村・睦合村・小野田村・野田村・山室村および窪田村の大部分の区域をもって大里村が発足。
- 1896年（明治29年）4月1日 - 所属郡が河芸郡に変更。
- 1956年（昭和31年）9月30日 - 所属郡が安芸郡に変更。
- 1957年（昭和32年）1月15日 - 高野尾村と合併して豊里村が発足。同日大里村廃止。

## 交通

### 鉄道路線
- 日本国有鉄道
  - 参宮線（現・紀勢本線）：一身田駅